# Chagri Beg
Chagri Beg sau Chaghri Beg (nume întreg: Abu Suleiman Dawud Chaghri-Beg ibn Mikail) (989 - 1060) a fost un co-conducător al imperiului Selgiuc timpuriu. Originea numelui Chaghri este turcă (Çağrı în turca modernă).

## Viața
Chaghri și fratele său, Tughril, erau fiii lui Mikail și nepoții lui Selgiuc beg. În primele decenii ale secolului al XI-lea, selgiucizii părăsesc Hazaria, mutându-se în aproprierea orașului Jend, unde acceptă suzeranitatea Karakhanizilor dinn Transoxania (teritoriul ocupat de Uzbekistan și sudul Kazakhstan). După înfrângerea suferită de Karakhanizi în fața Gaznavizilor, aceștia erau pregătiți să-și câștige independența.

### Conducerea
Sunt foarte puțin cunoscute viețile lui Chaghri Beg și Tughril Beg înainte de 1025. Amândoi l-au succedat pe bunicul lor, Selgiuc Beg, luptând la început alături hanul Ali Tigin Bughra, un mic nobil Kara Khanid, împotriva lui Mahmud din Ghazni. Primele însemnări despre Chaghri apar în timpul expidițiilor sale din estul Anatoliei.
Deși guvernatorul gaznavid l-am urmărit până în Anatolia, unde a fost capabil să atace și forturile bizantine din acea regiune. Cu toate acestea, conform lui Claude Cahen, acest lucru a fost extrem de improbabilă și o legendă. Din 1035 și până în 1037 Chaghri și Tughril au luptat împotriva lui Mas'ud I din Ghazni. Chaghri a capturat Mervul (un important oraș istoric, acum în Turkmenistan). Între 1038 și 1040 Chaghri a luptat împotriva Ghaznavids, de obicei, cu manevre de lovește și fugi.
Ciocnirea majoră a fost bătălia de la Dandanaqan. Tughril a fost destul de ezitant și a sugerat să continue vechile manevre. Dar Chagri a preferat să lupte, conducând armata selgiucizilor. La Dandanaqan, selgiucizii au învins armata numeric superioară a gaznavizilor. Un kurultai (consiliu militar și politic între vechi hani turci și mongoli) a avut loc după luptă, prin care imperiul a fost împărțit între cei doi frați. În timp ce Tughril a domnit în vest (care cuprindea vestul Iranului, Azerbaidjanul și Irakul), iar Chaghri a primit estul Iranului, Turkmenistanul și Afganistan. Acesta mai târziu capturează Balkhul (astăzi în Afganistan). În 1048, cucerește Kerman în sudul Iranul, ca în 1056 să ocupe regiunea Sistan. După ce selgiucizii au câștigat o influență impotantă, Chaghri s-a căsătorit cu fiica califului abbasid, Arslan Khatun Khadija, în 1056.

### Moartea
Chaghri moare în Sarakhs, în nord-estul Iranului. Sursele istorice nu ne oferă data exactă a morții sale: anii 1059, 1060, 1061 și 1062 au fost propuși. Monezile bătute cu numele lui Chaghri până în 1059 și cu numele fiului său, Kavurt, după 1060, deci data moarții lui Chaghri este considerată după 1059.